# Graninge distrikt
Graninge distrikt är ett distrikt i Sollefteå kommun och Västernorrlands län. Distriktet ligger omkring Graninge i västra Ångermanland. 

## Tidigare administrativ tillhörighet
Distriktet inrättades 2016 och utgörs av Graninge socken i Sollefteå kommun.
Området motsvarar den omfattning Graninge församling hade 1999/2000.

## Tätorter och småorter
I Graninge distrikt finns inga tätorter eller småorter.